# Neumann (Familie)
Die Familie Neumann war eine aus Pyritz in Pommern stammende deutsche jüdische Familie. Nach dem Tod des Vaters Hirsch Neumann im Jahr 1843 zogen die fünf Söhne und drei Töchter mit ihrer Mutter nach Berlin. Der älteste Sohn Nachmann Hirsch Neumann (1815–1887) war seit 1835 in Berlin im Textilhandel tätig. Er engagierte sich in späteren Jahren im Berliner Asylverein für Obdachlose. Die zweitjüngste Tochter Therese heiratete den Kaufmann Wilhelm Weisstein und war die Mutter des Journalisten und Gründungsmitgliedern der Gesellschaft der Bibliophilen, Gotthilf Weisstein. Jehuda Neumann, bekannt auch als Julius Neumann, war der Begründer der Berliner Zigarren- und Tabakfabrik J. Neumann, dessen Zigarrenmarke Gulliver, Fabrikat J. Neumann, den Grand Prix bei der Exposition Universelle et Internationale in Brüssel im Jahre 1910 errang. Jehudas’ jüngerer Bruder war der Arzt und Stadtverordnete Salomon Neumann. Dieser reorganisierte die Berliner Volkszählungen und setzte sich für die Gründung des Statistischen Amtes der Stadt Berlin ein. Salomon publizierte zahlreiche Werke. Jehudas’ Sohn Hugo Neumann war Kinderarzt. Bekanntheit erlangte Hugos private Poliklinik für Kinderkrankheiten, „aus der sich später sein weit über Berlin hinaus bekannte[s] Kinderhaus entwickelte“. Sie wurde bald eine beispielhafte Institution: „Kinderhaus zu einer Institution […], die beispielgebend für andere Einrichtungen wirken konnte“.

## Jehuda Neumann

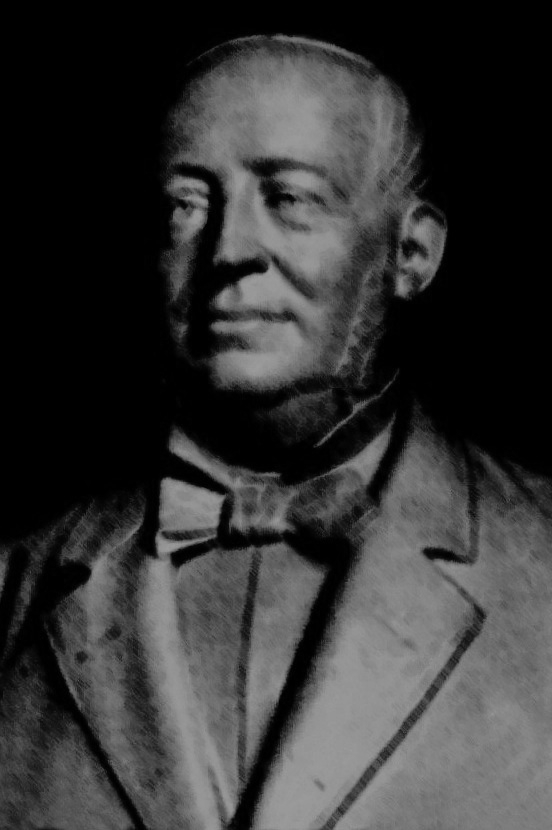
J. Neumann

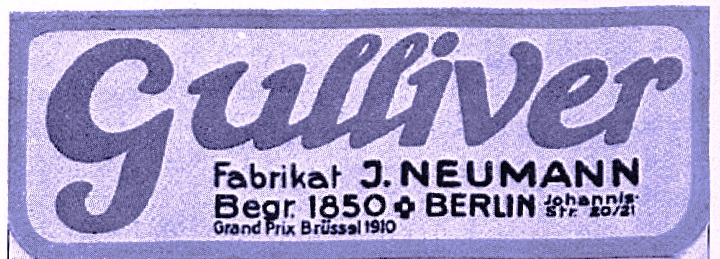
Gulliver, Fabrikat J. Neumann Begr. 1850, Grand Prix Brüssel 1910

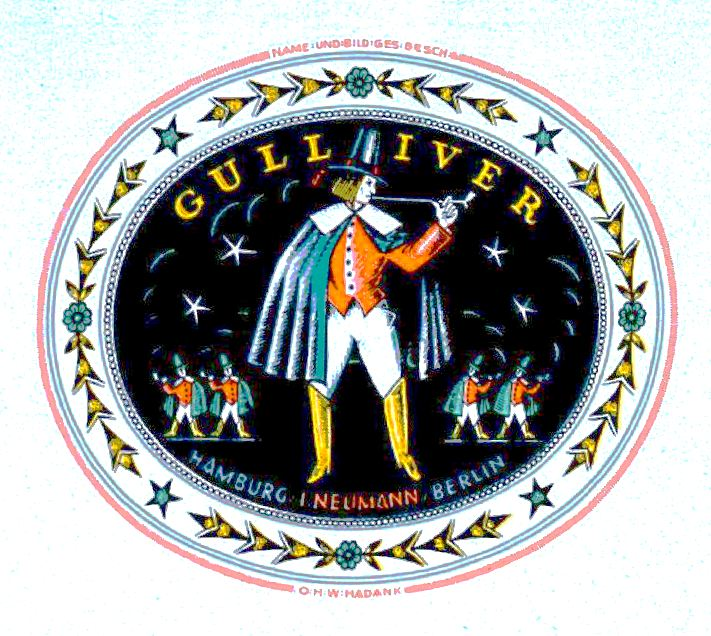
Zigarrenmarke: Gulliver

Jehuda (auch Julius) wurde im Jahre 1818 in Pyritz in Pommern geboren. Er zog nach Berlin und erwarb dort 1850 das Bürgerrecht. 1855 heiratete er Julie Rathenau (1836–1916), die Cousine von Emil Rathenau war.
1850 gründete Jehuda die bekannte Berliner Zigarren- und Tabakfabrik J. Neumann. Das erste Stammhaus befand sich in der Papen-, späteren Kaiser-Wilhelmstraße Nr. 9 in Berlin, wo man durch zwei große vordere Höfe auf einen mit Akazien bestandenen hinteren Hof kam. Das alte Stammhaus wurde durch ein neueres Gebäude abgelöst, das sich in der Johannisstraße 20–21 (Johannishof) in Berlin befand. Bekannt waren die Zigarrenmarken Gulliver, Ortolan und Ingo, die „Weltruf“ errangen. So erwarb die Zigarrenmarke „Gulliver“, Fabrikat J. Neumann, den Grand Prix bei der Exposition Universelle et Internationale in Brüssel im Jahre 1910 errang. In Düsseldorf wurde das Gebäude Communicationsstraße 9 als Niederlassung der Berliner Zigarren- und Tabakfabrik J. Neumann im Jahre 1898 nach Plänen von Leo von Abbema erbaut. Für die Jahre 1899 und 1900 ist in den Düsseldorfer Adressbüchern für die Communicationsstr. 3 die Zweigniederlassung der Cigarren- und Tabakfabrik J. Neumann aus Berlin belegt. Eine gute Ecklösung, Grundriss- und Fassadengestaltung zeichneten das Haus aus: „Ebenfalls eine ansprechende Ecklösung bietet das Geschäftshaus […] bei ungezwungener klarer Grundrissanordnung auf knapper Baustelle […] Putzstrassenfronten von malerischem Aufbau in freier gotischer Formengebung“. Das Düsseldorfer Firmengebäude wurde in den 1930er Jahren zugunsten eines Neubaus (Geschäftshaus Ziem) abgebrochen.
Jehuda gründete weiter eine Stiftung für mittellose jüdische Studierende und war Mitglied der Armenkommission der Gemeinde. Seine Frau wirkte in deren Waisenkommission und war lange Zeit als Vorsitzende des Jüdischen Mädchenstifts und des Komitees für Chanukah-Bescherungen. 1882 verstarb Jehuda in Berlin.

Berlin-Gebäude der Berliner Zigarren- und Tabakfabrik J. Neumann
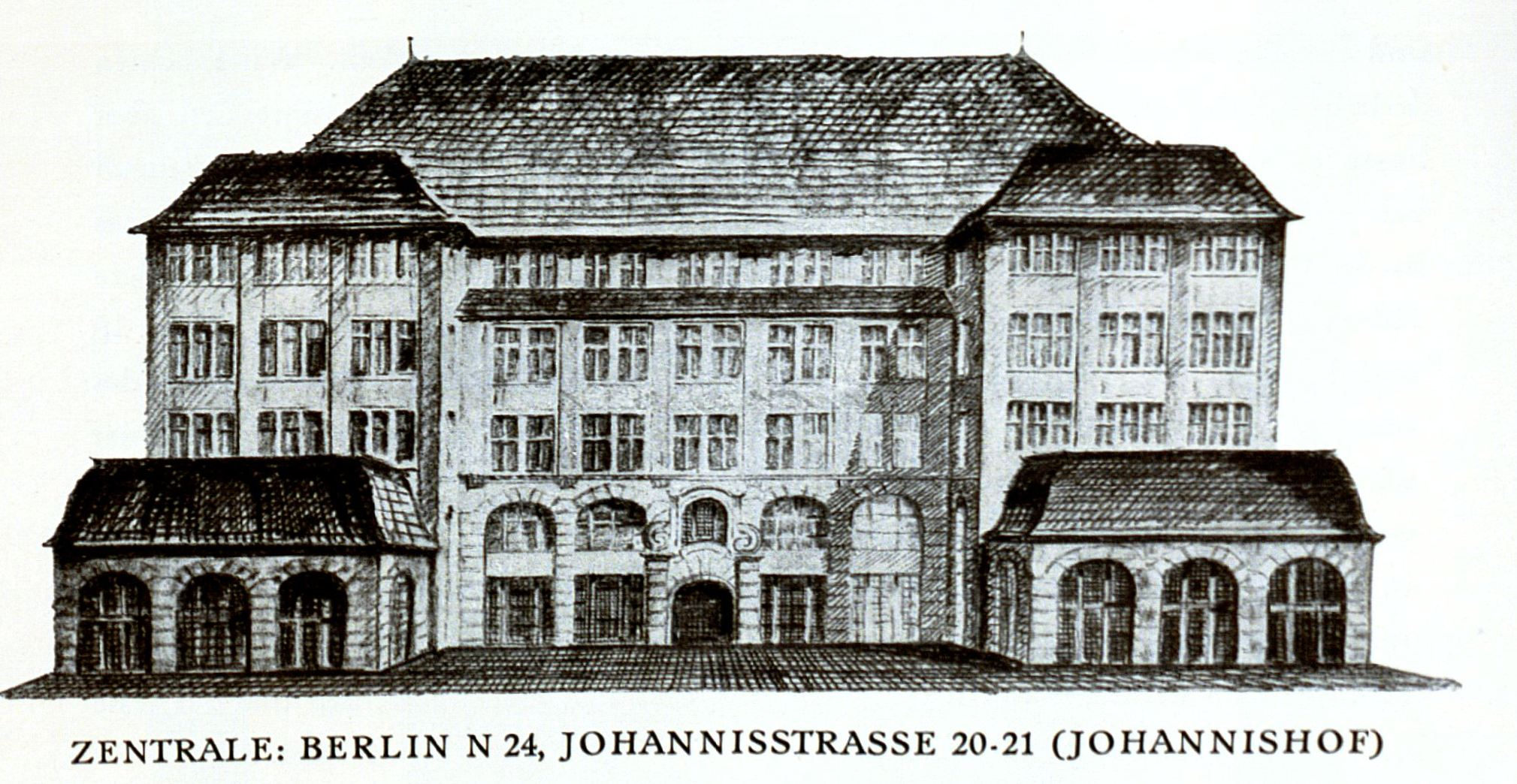
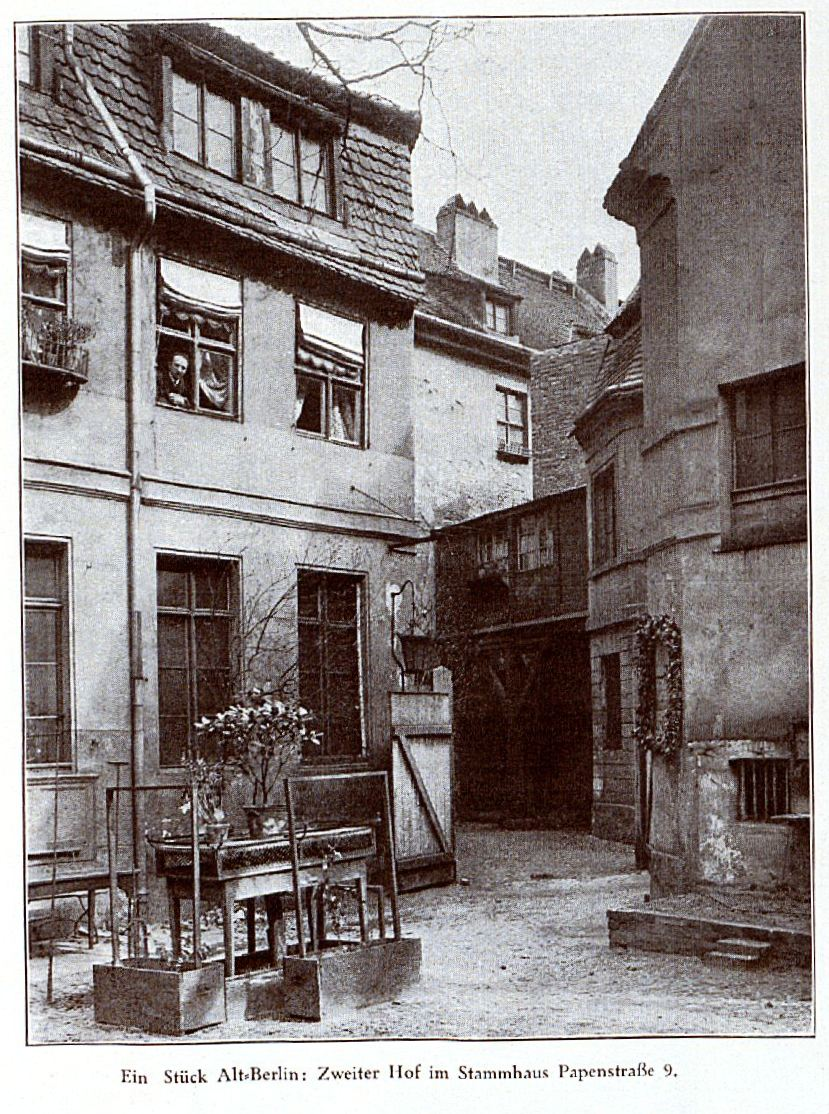
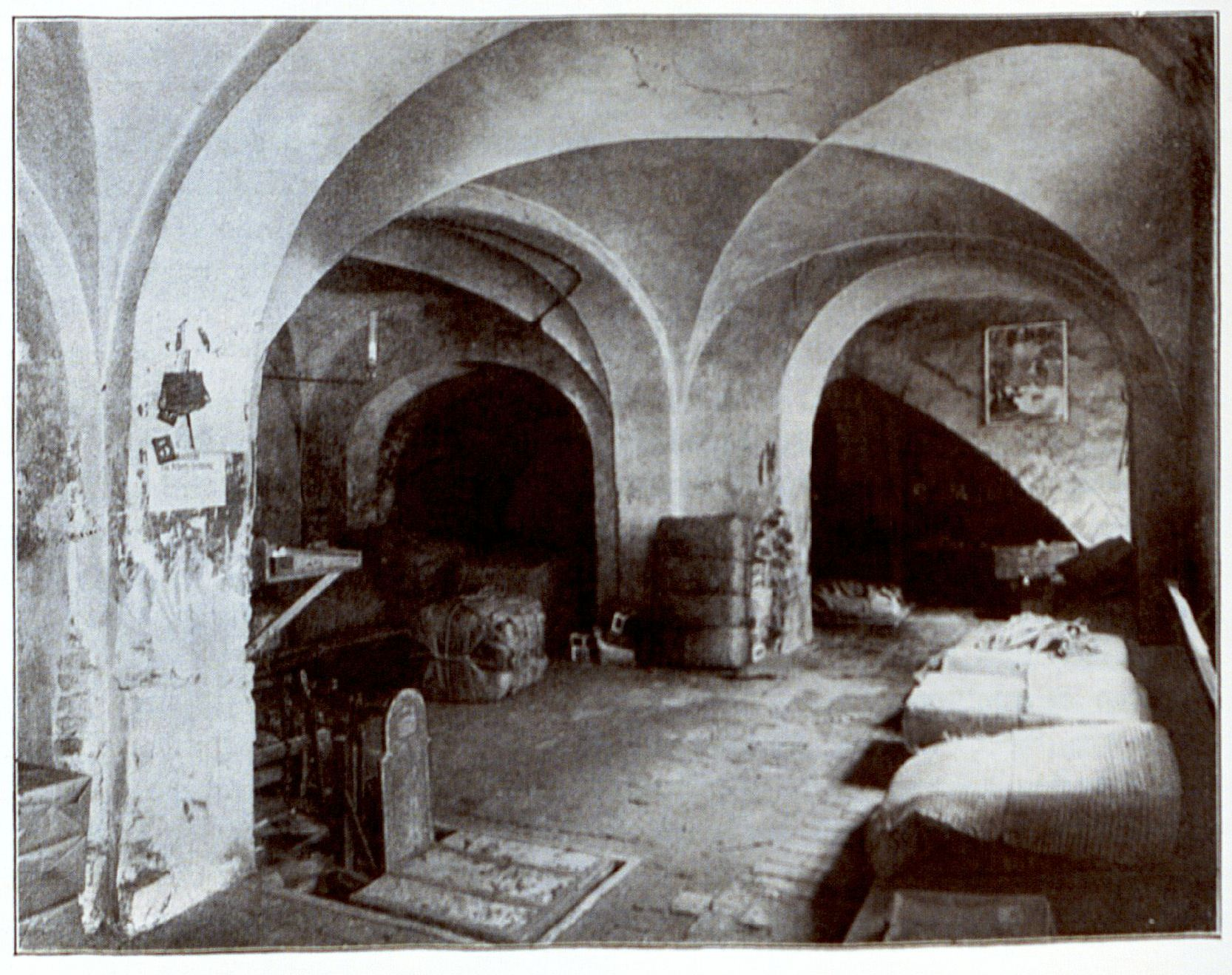
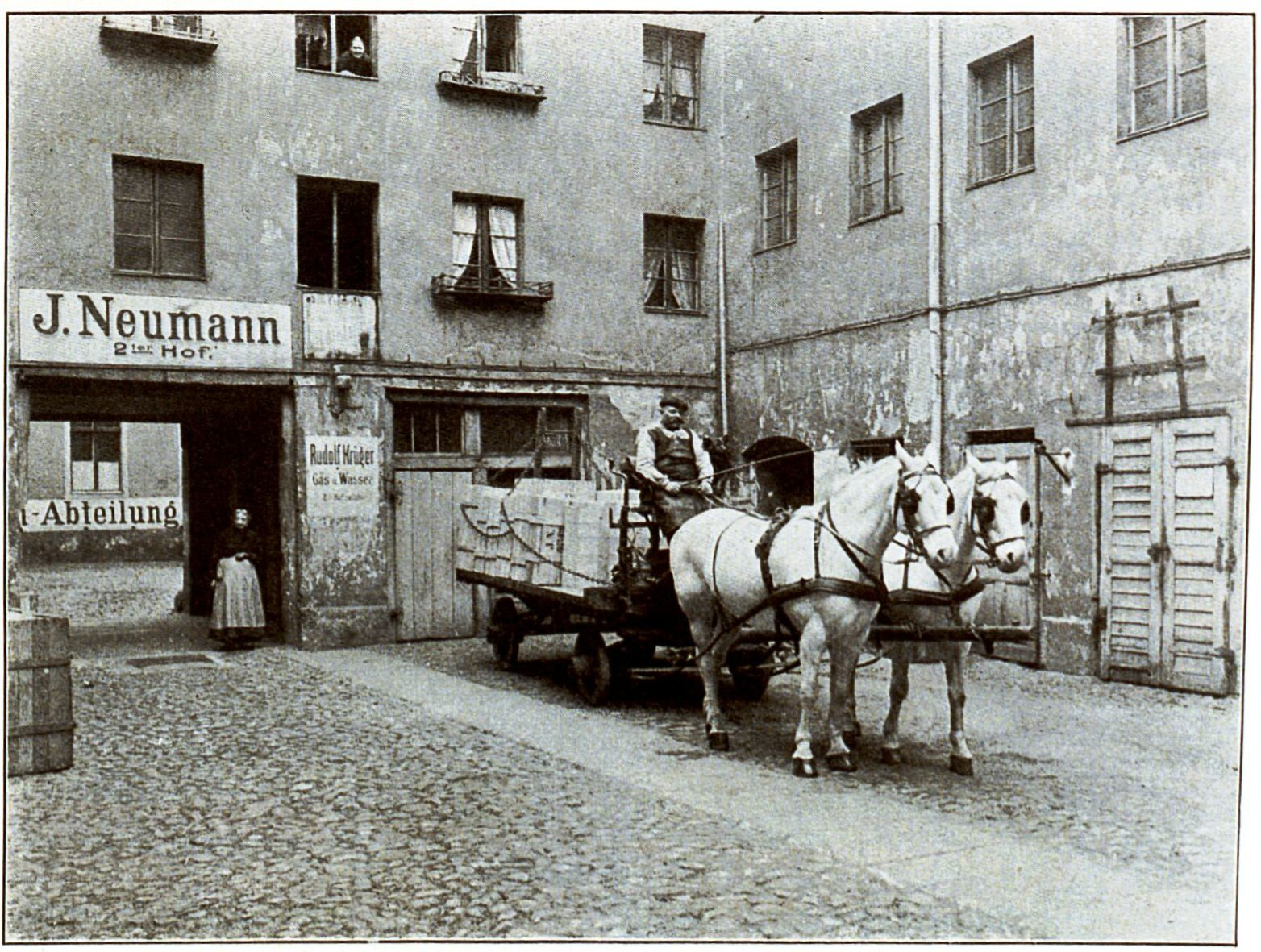

Düsseldorf-Gebäude der Berliner Zigarren- und Tabakfabrik J. Neumann
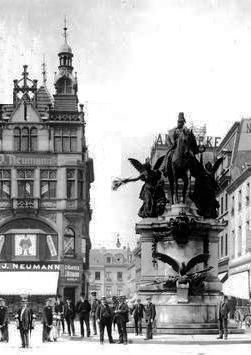
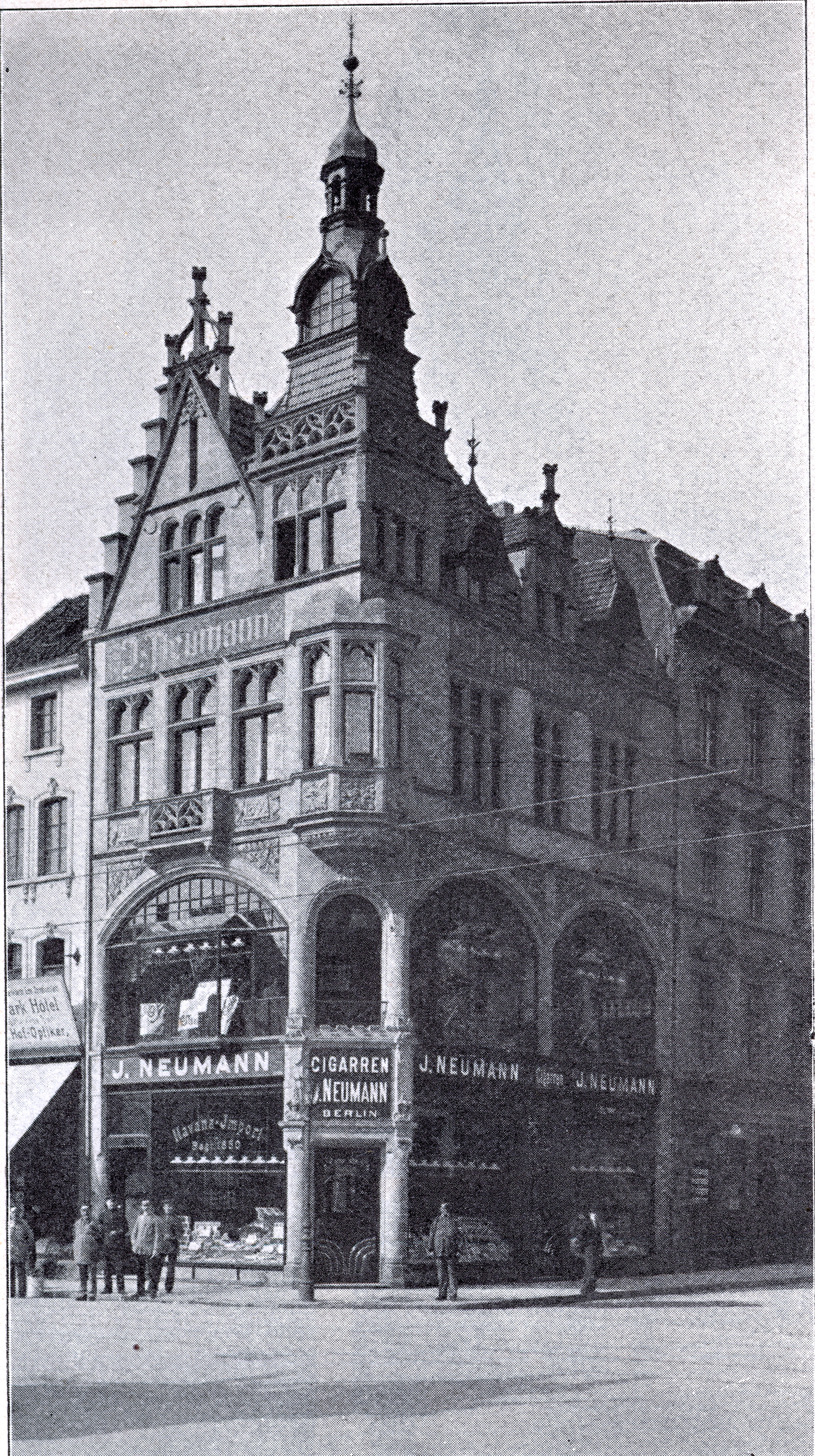
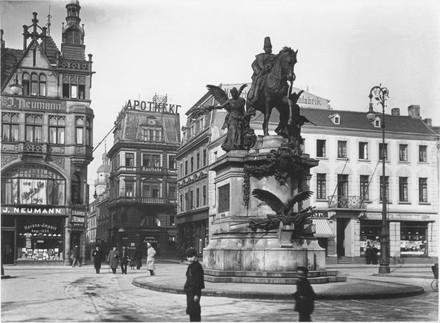
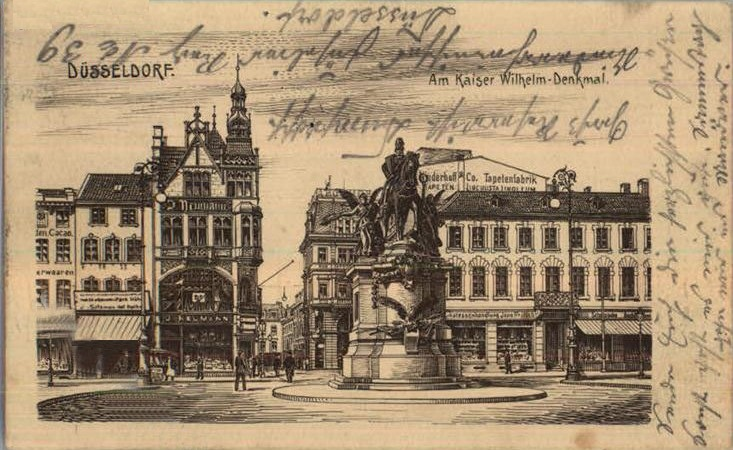

## Hugo Neumann

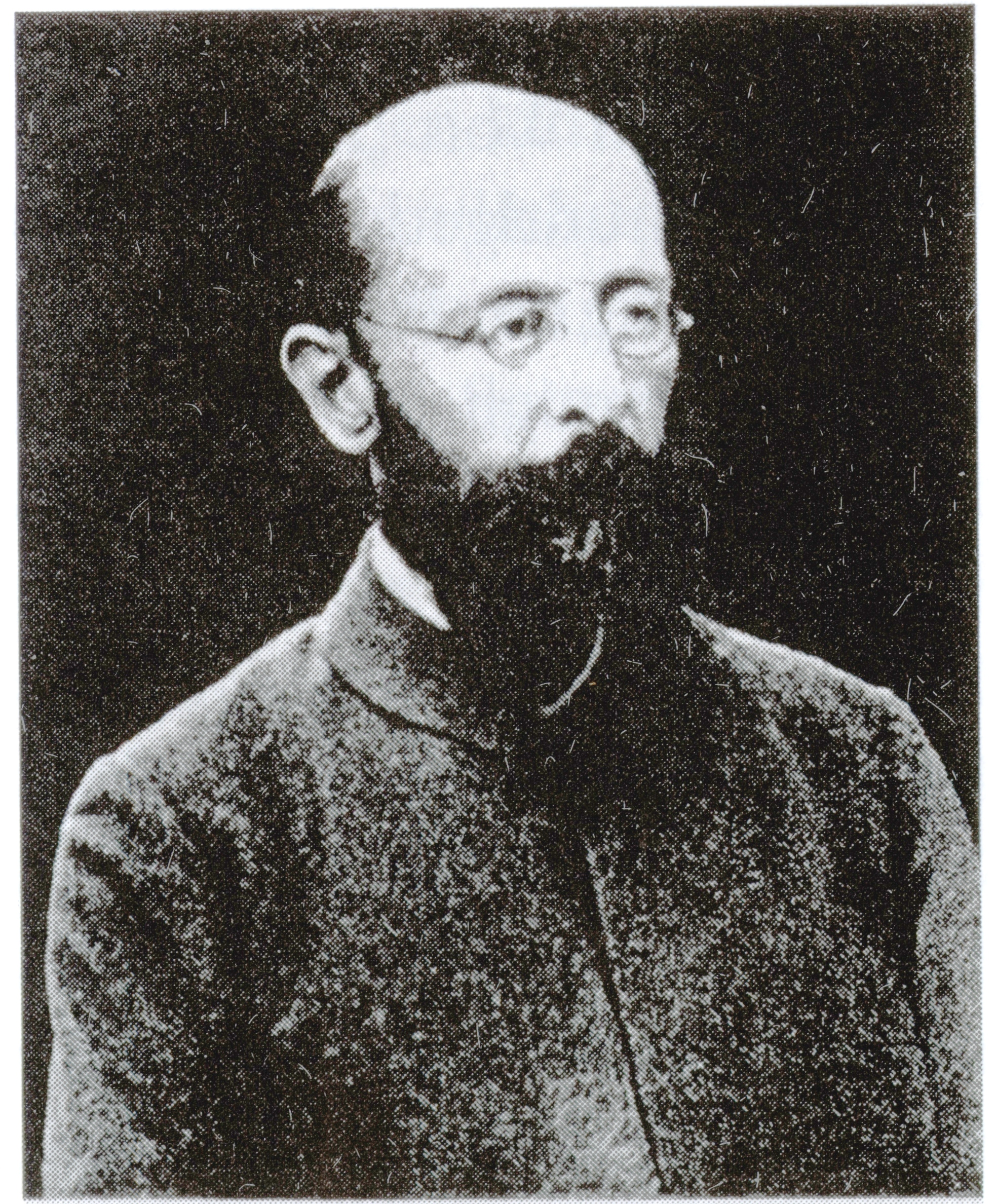
Hugo Neumann.

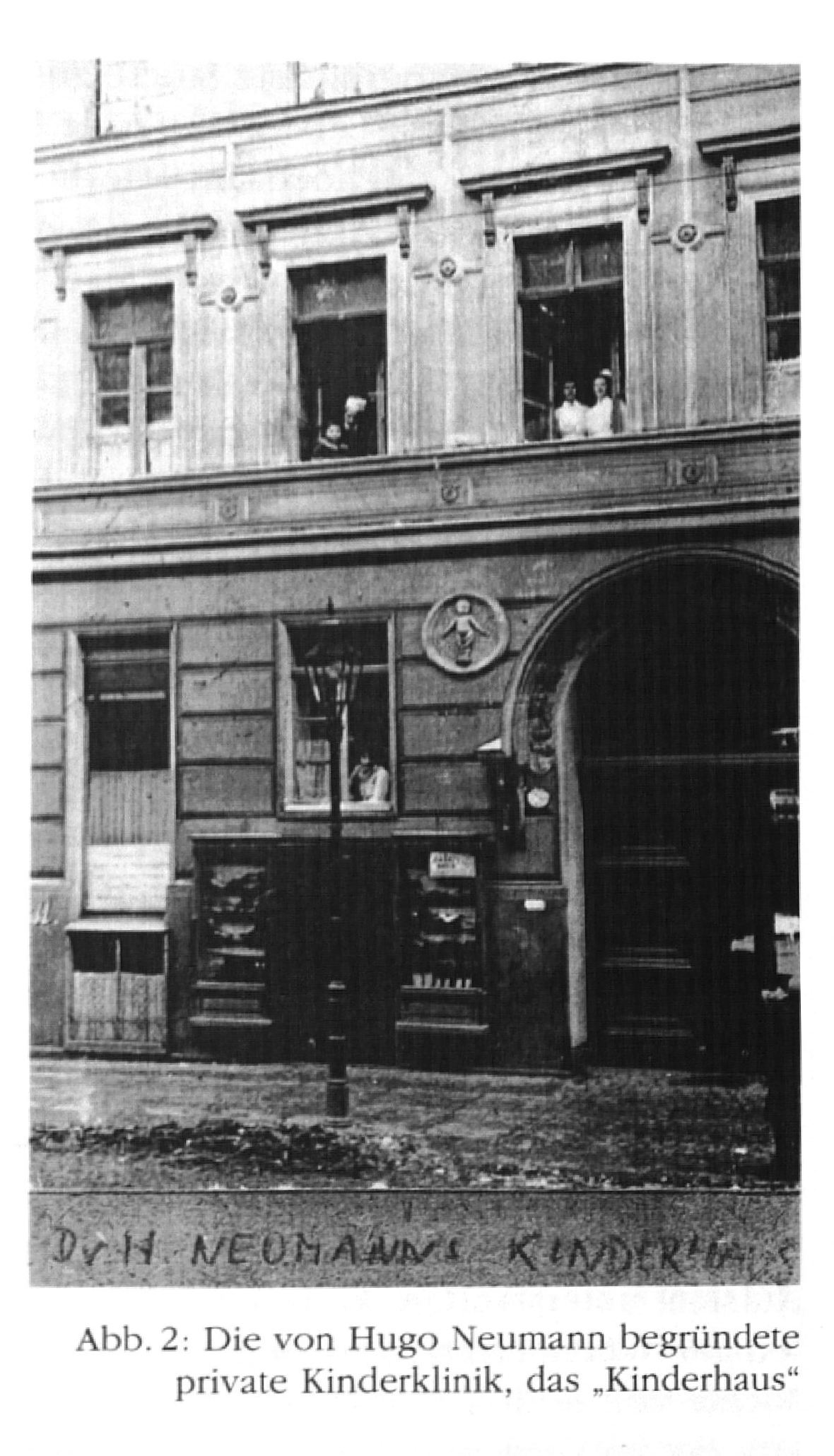
Kinderhaus – Private Poliklinik für Kinderkrankheiten in Berlin, 1887 von Hugo Neumann eröffnet.

Hugo Neumann wurde am 25. Oktober 1858 in Berlin als Sohn von Jehuda (Julius) und Julie Neumann geboren. Hugo besuchte das Wilhelm-Gymnasium und studierte in Berlin und Heidelberg Medizin. Er machte als jüdischer Kinderarzt Karriere, trotz der „begrenzten beruflichen Entwicklungsmöglichkeiten für jüdische Ärzte im Deutschen Kaiserreich“: „Die bürgerliche Gleichstellung ermöglichte den Juden den Eintritt in den Universitäten, eine akademische Karriere blieb ihnen meist verwehrt. Einige jüdische Ärzte erlangten zwar ein Ordinariat, fast immer aber um den Preis der Konversion zum christlichen Glauben. Selbst Habilitationen waren in den großen klinischen und in den theoretischen Fächern selten“. 1884 kehrte er nach Berlin zurück und arbeitete unter Paul Guttmann (1834–1893) im Krankenhaus zu Moabit. 1887 eröffnete Hugo eine private Poliklinik für Kinderkrankheiten, „aus der sich später sein weit über Berlin hinaus bekannte Kinderhaus entwickelte“. Als Hugo 53-jährig an den Folgen einer Tuberkulose verstarb, hatte er sein „Kinderhaus zu einer Institution ausgebaut, die beispielgebend für andere Einrichtungen wirken konnte“. In den 1930er Jahren wurde das Gebäude beschlagnahmt, im Krieg zerstört und die Ruine in den 1950er Jahren abgebrochen.
Zu Hugos bekanntesten Mitarbeitern zählte der Dermatologe Alfred Blaschko.
Hugo beschäftigte sich mit den Lebensverhältnissen unehelicher Kinder, wobei er deren Ernährung und deren Lebensbedingungen studierte. Seine umfangreichste Studie zu dieser Thematik erschien im Jahr 1900.
Er verstarb am 12. Juli 1912 in Berlin.

### Publikationen
1. Hugo Neumann: Über die Behandlung der Kinderkrankheiten: H. Neumanns Briefe an e. jungen Arzt. Coblentz, Berlin 1913.
2. Hugo Neumann: Öffentlicher Kinderschutz bearb. von H. Neumann Band Bd. 7: Schulhygiene und öffentlicher Kinderschutz Abt. 2. Coblentz, Berlin 1895, S. 431–687.
3. Hugo Neumann: Über die Beziehungen der Krankheiten des Kindesalters zu den Zahnkrankheiten. Breitkopf & Härtel, Leipzig 1897.
4. Hugo Neumann: Über die Knochenbrüche bei Geisteskranken. Bernstein, Berlin 1883.
5. Hugo Neumann: Öffentliche Säuglings- und Kinderfürsorge. Allg. Med. Verl. Anst., Berlin 1909.
6. Hugo Neumann: Die unehelichen Kinder in Berlin. Fischer, Jena 1900.

## Salomon Neumann

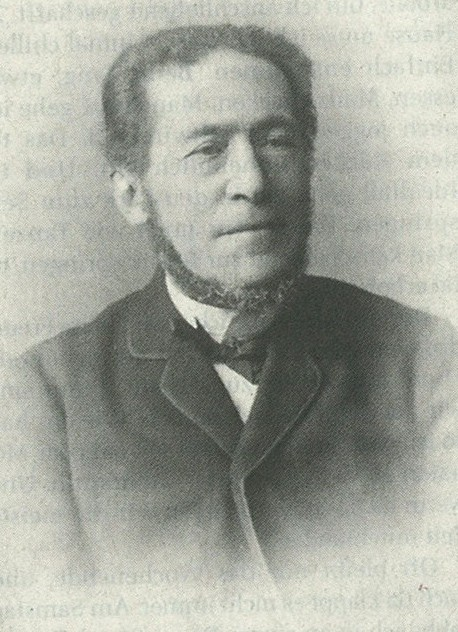
Salomon Neumann

Jehudas’ Bruder Salomon Neumann reorganisierte in den Jahren 1861 und 1864 die Berliner Volkszählungen und initiierte die Gründung des Statistischen Amtes der Stadt Berlin. Er war auch Armenarzt und fast 50 Jahre lang als Stadtverordneter tätig. Im Jahre 1847 publizierte er Die öffentliche Gesundheitspflege und das Eigenthum. Darin beschrieb er die medizinische Wissenschaft als soziale Wissenschaft.
1880 griff Salomon Neumann publizistisch in den sogenannten, von Treitschke provozierten Berliner Antisemitismusstreit ein. Seine demographische Studie Die Fabel von der jüdischen Masseneinwanderung widerlegte die Behauptungen Treitschkes mit statistischen Mitteln.